# Lozilandia
Lozilandia fue un bantustán situado al nordeste de lo que hoy es Namibia, destinado por el gobierno sudafricano del apartheid para constituir la patria que albergaría a los miembros de la etnia lozi. Alcanzó su independencia en 1973, después de venirla exigiendo desde 1961. En 1989, pocos meses antes de la independencia de Namibia, el país fue invadido por Sudáfrica, en el marco del acuerdo de desmantelamiento de bantustanes en la futura República de Namibia, que se independizaría en 1990.

## Historia
Los lozi conforman un pueblo que vive en el suroeste de Zambia y en la franja de Caprivi en Namibia. Hablan lozi y son predominantemente cristianos, aunque algunos todavía profesan su religión tradicional, la cual, centrada en el culto a un dios superior, desarrolló en su interior un culto al rey. La agricultura lozi, concentrada en la llanura anegada del río Kafue, fue el sistema más complejo e intensivo en el África precolonial. También se ocuparon en la pesca, la cría de ganado y en el comercio.
El sistema de descendencia era bilateral, pero solo el clan y el linaje real fueron de alguna importancia. La derrota impuesta por el rey de los lozi a los pueblos vecinos - que habitaban las zonas próximas al río Kafue - dio lugar al surgimiento de un imperio centralizado. El rey se aseguró la lealtad de sus oficiales repartiendo entre ellos concesiones de tierra.
El desarrollo de una burocracia real es una peculiaridad de los lozi. Consistía en tres tipos de funcionarios: los miembros de la corte, que realizaban rituales religiosos y supervisaban los tributos recibidos de los pueblos sometidos; los gobernadores territoriales, que servían como jueces, y los oficiales responsables de los pueblos tributarios y de reclutamiento para el ejército.
En la mital del siglo XVIII los lozi conquistaron a los subiya, lovale, ilá, totela, toka, mbunda y kwangwa. En la mitad del siglo XIX los lozi fueron temporalmente conquistados por los kololo, pero la monarquía fue restaurada en 1864.

## Periodo colonial
En 1890 el territorio del Imperio Lozi es dividido entre Inglaterra y Alemania, hasta 1918 año en que la porción alemana, que era la de la franja de Caprivi pasa a manos de Sudáfrica por mandato de la Sociedad de las Naciones.
En el siglo XX muchos lozi asistieron a las escuelas abiertas por los europeos y se volvieron empleados en la administración colonial. La mayoría, sin embargo, continuó trabajando en el cinturón de cobre. Hacia el fin del periodo colonial, los lozi lucharon por mantener un estatuto aparte para su pueblo. Solicitaron a los ingleses un estado independiente en 1961, pero les fue denegado. En 1969, el gobierno zambiano solo se limitó a reconocer los derechos tradicionales de los lozi dentro de su país.
El año 1970 sería un gran año para los Lozi ya que producto de la política de desarrollo separado que el gobierno de Sudáfrica que implementó como parte de su sistema de apartheid durante la ocupación y administración de la antigua colonia alemana de África del Sudoeste, se creaba un territorio autónomo para los Lozi, en la forma de un bantustán.
La premisa principal detrás de su creación no fue solo las reivindicaciones independentistas del pueblo Lozi sino que también fue la de dedicar un área de territorio reservada exclusivamente para los Lozi, donde estos pudieran desarrollarse en forma aislada de las zonas reservadas a los blancos.

## Independencia

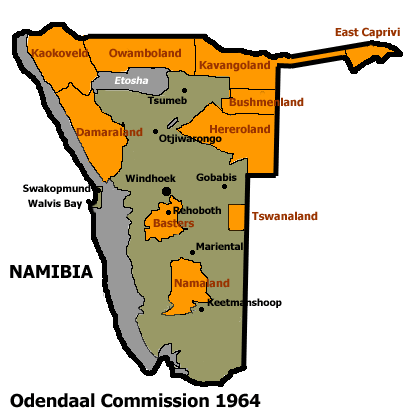
Bantustanes en el territorio de África del Sudoeste con Lozilandia al noreste del país con el nombre de East Caprivi.

En 1973, se le otorgó la independencia a Lozilandia, hecho bastante poco habitual en la historia, considerando que después de solo a 12 años de que un pueblo pida la independencia se le otorgue de forma completamente pacífica.
La extensión del país era de 19,532 km² km 2 y contaba con una población de 90 422 habitantes. En esta república el idioma más hablado era el lozi.
Su capital era el pueblo de Katima Mulilo, el cual lo es también en la actualidad de Caprivi, nombre de la jurisdicción que es ahora una de las 13 regiones administrativas de Namibia, y que ocupa prácticamente el mismo territorio que perteneció a Lozilandia.

### Presidentes de Lozilandia
- Josiah Moraliswane: de marzo de 1973 a 20 de septiembre de 1976
- Richard Muhinda Mamili: del 20 septembre 1976 al 31 de marzo de 1981
- Josiah Moraliswane: del 31 de marzo de 1981 al 30 de junio de 1984
- F.P.J. Visagie: del 30 de agosto de 1984 al 18 de marzo de 1986
- A.G. Visser: del 20 de agosto de 1986 a mayo de 1989

## Absorción del estado por parte de Namibia
Lozilandia, como las restantes tres bantustanes independientes en el protectorado sudafricano de África del Sudoeste (constituido en 1918), fue abolido y absorbido por el recién creado Estado de Namibia en mayo de 1989, al iniciarse la transición hacia la independencia de ese país.
Este hecho no fue del agrado del pueblo lozi que lo tomo como un fuerte retroceso ya que en su situación actual ni siquiera gozan de la autonomía que les fue conferida entre 1970-1973 cuando eran un bantustán sin soberanía y perteneciente a la República Sudafricana. Esto sumado a las tensiones étinicas que existen entre lozis y ovambos, los cuales son el mayor grupo étnico de Namibia ha provocado una serie de conflictos, lo que ha llevado a lo conformación en 1994 del Frente de Liberación de Caprivi, cuyo objetivo primordial es la recuperación de la independencia de Lozilandia.
En agosto de 1999, la ciudad de Katima Mulilo sufrió sucesivas manifestaciones por parte de separatistas que pretendíann la recuperación de la independencia de Lozilandia. Unas 200 personas fueron detenidas y torturadas.